# Wieża semaforowa Għaxaq
Wieża semaforowa Għaxaq (malt. It-Torri tas-Semaforu ta' Ħal Għaxaq, ang. Għaxaq Semaphore Tower), znana lokalnie jako it-Turretta jest to wieża semaforowa w mieście Għaxaq na Malcie. Zbudowana przez Brytyjczyków w roku 1848, jako jedna z trzech wież tego typu na Malcie. Została oddana w leasing Għaxaq Local Council (radzie lokalnej), która planuje jej odnowienie.

## Historia
System telegrafu optycznego wymyślony został w roku 1792, a brytyjskie władze wojskowe zaczęły rozważać instalację tego systemu na Malcie na początku lat czterdziestych XIX wieku. Początkowo planowano, że stacje semaforowe umieszczone będą na dzwonnicach i kopułach kościołów na wyspie, lecz władze kościelne sprzeciwiły się temu pomysłowi. W związku z tym, w roku 1848 zbudowano wieże semaforowe w Għaxaq i Għargħur na wyspie Malcie oraz w Ta' Kenuna w pobliżu Nadur na Gozo. Inne stacje zainstalowane zostały w pałacu gubernatora w Valletcie, w Selmun Palace koło Mellieħy oraz w latarni morskiej Giordan w pobliżu Għasri na Gozo. Załogę każdej stacji stanowili członkowie Royal Engineers.

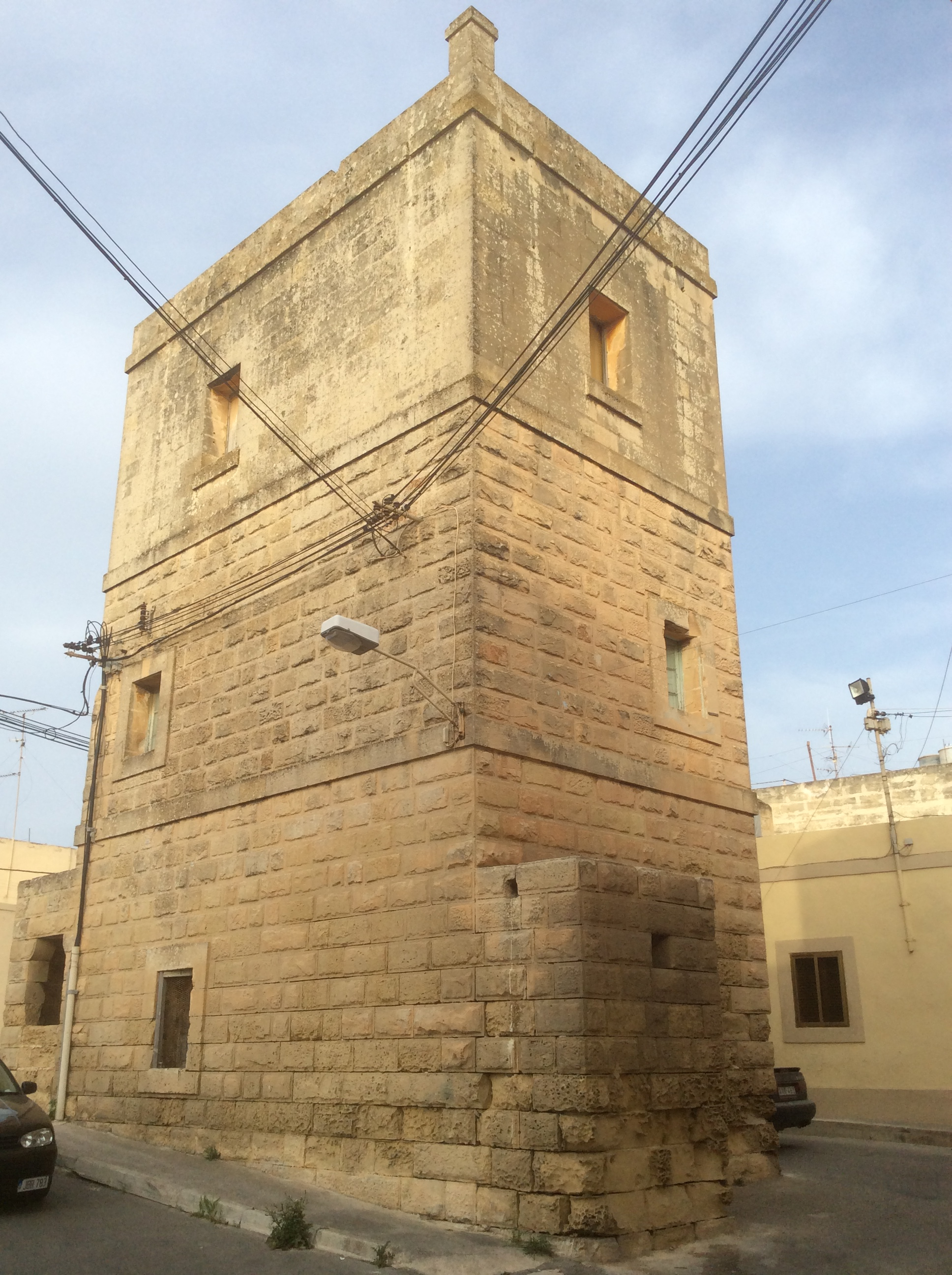
Tył wieży

Wieża semaforowa Għaxaq zbudowana została w najwyższym punkcie miasta; z jej dachu widoczne są Birżebbuġa, Marsaxlokk i Mdina. System semaforów stał się przestarzały wraz z wprowadzeniem telegrafu elektrycznego, a wszystkie stacje na Malcie zostały zamknięte w latach 80. XIX wieku.
W sierpniu 2011 roku wieża została przekazana do Rady Miejskiej Għaxaq, przy niskim czynszu wynoszącym 250 EUR rocznie. Rada zamierza odnowić budynek przy pomocy organizacji pozarządowej Fondazzjoni Wirt Artna.

## Architektura
Wieża semaforowa w Għaxaq jest identyczna z wieżami w Għargħur i Ta' Kenuna. Składa się z trzech pięter, na każdym znajduje się jedno pomieszczenie. Spiralne schody łączą każdą kondygnację ze sobą i prowadzą na dach. Tam znajdowało się urządzenie sygnalizacyjne, składające się z drewnianego słupa z trzema ruchomymi ramionami.